# Cyphopisthes descarpentriesi
Cyphopisthes descarpentriesi là một loài bọ cánh cứng trong họ Hybosoridae. Loài này được Paulian miêu tả khoa học năm 1977.